# Marek Oktawiusz (edyl roku 50 p.n.e.)
Marek Oktawiusz — (zm. prawdopodobnie w roku 46 p.n.e.) był politykiem późnego okresu republiki rzymskiej.
Oktawiusz był prawdopodobnie synem konsula roku 76 p.n.e., Gnejusza Oktawiusza. W latach 53-51 p.n.e. pełnił funkcję legata namiestnika Cylicji, Appiusza Klaudiusza Pulchera a w roku 50 p.n.e. pełnił funkcję edyla kurulnego w Rzymie. Po wybuchu wojny domowej dowodził jednostkami floty po stronie Pompejusza w Adrii, podlegając głównodowodzącemu flotą Pompejusza Markowi Kalpurniuszowi Bibulusowi. Po porażce Pompejusza w bitwie pod Farsalos przez jakiś czas utrzymał się w Dalmacji, gdzie został jednak pokonany przez Publiusza Watyniusza. Następnie ranny zbiegł do północnej Afryki, gdzie stronnicy Pompejusza organizowali opór przeciwko Cezarowi. W latach 47-46 p.n.e. Marek Oktawiusz dowodził częścią floty. Prawdopodobnie zginął w roku 46 p.n.e.